# Jean de Lorraine

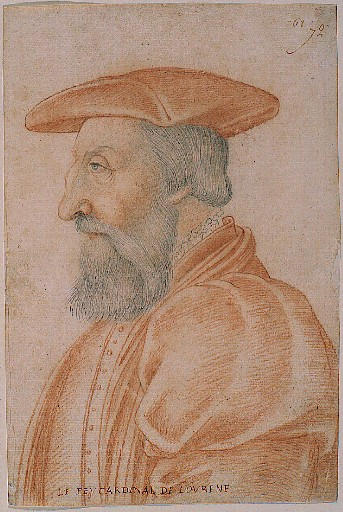
Kardinal Jean de Lorraine

Kardinalswappen

Jean de Lorraine (* 9. April 1498 in Bar-le-Duc; † 18. Mai 1550 in Neuvy-sur-Loire) war Kardinal (1518), Erzbischof von Reims, Lyon und Narbonne sowie Bischof von Metz, Toul, Verdun, Thérouanne, Luçon, Albi, Valence, Nantes und Agen.

## Familie
Jean war der Sohn René II. von Lothringen (1451–1508) und seiner zweiten Frau Philippa von Geldern (1465–1547) und Bruder von Claude, Anton II. von Lothringen und Louis, Bischof von Verdun (1508–1522).

## Leben
Seine Ausbildung erhielt er von Hauslehrern. Er war bereits im Kindesalter zwischen 1501 und 1505 Koadjutor seines Onkels Henri de Lorraine-Vaudémont als Bischof von Metz. Diesem folgte er offiziell 1505 nach.
Von 1517 bis 1524 war er außerdem Administrator beziehungsweise Bischof von Toul. Ein Jahr später nahm er tatsächlich den Bischofsstuhl in Metz ein. Im Konsistorium vom 28. Mai 1518 wurde er von Papst Leo X. zum Kardinal mit der Titeldiakonie Sant’Onofrio kreiert. Gleichzeitig wurde er zum päpstlichen Legaten für Lothringen bestellt. Bei der Ernennung hatte Franz I. von Frankreich eine wichtige Rolle gespielt.
Im Jahr 1519 setzte er sich für die Wahl von Franz I. zum römisch-deutschen König ein. Am Konklave 1521–1522 nahm er nicht teil. Am folgenden Konklave von 1523 nahm er teil. Zwischen 1521 und 1524 war er auch Bischof von Valence et Die. Außerdem war er Administrator für die Diözese Thérouanne. Von 1523 bis 1544 war er auch Bischof von Verdun. Er übernahm von 1524 bis 1550 auch die Administration über das Erzbistum Narbonne.
Diese außerordentliche Ämterhäufung erklärt sich aus seiner Stellung am französischen Hof. Er war ein einflussreicher Staatsmann am Hof der Könige Franz I. und Heinrich II. Er hatte das volle Vertrauen von Franz I., der ihn zu zahlreichen diplomatischen Verhandlungen heranzog. So war er bei verschiedenen Zusammenkünften des Königs mit Heinrich VIII. anwesend. Nachdem Franz I. in der Schlacht von Pavia 1525 von den Truppen Kaiser Karls V. gefangen genommen worden war, setzte sich Jean de Lorraine für die Freilassung des Königs ein. Als Entgelt erhielt er die Abteien Cluny und Fécamp.
Er war in dieser Zeit auch für die Verbrennung des Bußpredigers Jean Châtelain und die beginnende Verfolgung der Protestanten in seinem Einflussbereich verantwortlich. 1525 wurde ein Haufen aufständischer Bauern in Lothringen im Zusammenhang mit dem Deutschen Bauernkrieg besiegt. Er trat 1527 die Grafschaft Saarwerden an seinen Bruder Antoine ab. Im Jahr 1530 verzichtete er auf das Bistum Metz zu Gunsten seines erst fünfjährigen Neffen Nicolas, blieb aber noch bis 1547 Administrator des Bistums.
Er nahm am Konklave von 1534 teil. Von 1532 bis 1538 verwaltete er auch das Erzbistum Reims. Jean de Lorraine übernahm von 1533 bis 1537 das Bistum Toul. Dort war er von 1542 bis 1543 erneut Bischof. Er war an den Friedensverhandlungen mit Habsburg 1537/38 beteiligt, nachdem es ihm zuvor nicht gelungen war, den Krieg zu verhindern. Er war auch Administrator weiterer Bistümer (Erzbistum Albi 1535–1550, Erzbistum Lyon 1537–1539, Bistum Agen 1538–1550). Von 1542 bis 1550 war er Bischof von Nantes und von 1547 bis 1550 erneut Bischof von Metz. Er vertrat auch die französischen Interessen an der Kurie in Rom und war nach dem Tod von Paul III. 1549 der letztlich unterlegene französische Kandidat für das Papstamt.
Jean de Lorraine tat sich als Förderer von Wissenschaftlern und Künstlern hervor. Er korrespondierte seit 1524 mit Erasmus von Rotterdam und unterstützte ihn zeitweise auch finanziell. Erasmus widmete ihm eines seiner Werke.
Jean de Lorraine starb auf dem Schloss von Neuvy-sur-Loire an den Folgen eines Schlaganfalls und wurde in der Stiftskirche Saint-Laurent beigesetzt. Drei Wochen später wurde der Leichnam nach Nancy überführt. Dort fand er in der Klosterkirche der Cordeliers seine letzte Ruhestätte an der Seite seines Vaters.